# Jelisaweta Nikolajewna Swanzewa

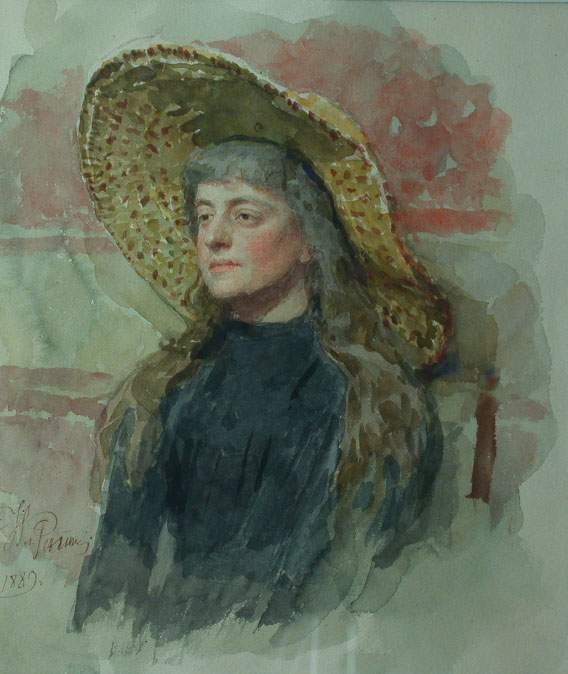
Jelisaweta Swanzewa (Ilja Repin 1889)

Jelisaweta Nikolajewna Swanzewa (russisch Елизавета Николаевна Званцева; * 18. Novemberjul. / 30. November 1864greg.; † 22. August 1921) war eine russische Gutsbesitzerin, Künstlerin, Malerin und Gründerin einer Malerei-Schule.
Jelisaweta Swanzewa, Lisa genannt, war eine Urenkelin eines türkischen Paschas, der während des 5. Russischen Türkenkrieges 1769 bei der Eroberung der Festung Schwanez in der Ukraine ums Leben kam. Dessen kleinen Sohn nahm der Großfürst und spätere Zar Paul I. in seine Obhut und gab ihm den Namen Peter Pawlowitsch mit dem Familiennamen Schwanez nach der eroberten Festung, aus dem schließlich Swanzew wurde. Die Enkel Peter Pawlowitschs Konstantin, Peter und Nikolai, Lisas Vater, waren hervorragend gebildet und hielten höhere Positionen in den St. Petersburger und Moskauer Gesellschaften. Lisas Großvater mütterlicherseits war der russische Schriftsteller, Journalist und Historiker Nikolai Alexejewitsch Polewoi (1796–1846).
1885 bis 1888 studierte Lisa Swanzewa an der Moskauer Hochschule für Malerei, Bildhauerei und Architektur und 1889 bis 1896 an der Kunstakademie in St. Petersburg bei Pawel Petrowitsch Tschistjakow und Ilja Jefimowitsch Repin, den sie im Hause E. N. Gajewskis kennengelernt hatte. Repin malte 1889 fünf Porträts von ihr. Das einzig erhaltene große Porträt wurde testamentarisch dem Ateneum in Helsinki vermacht.
Swanzewa verließ die Akademie ohne Abschluss und reiste 1897 mit ihrem Jugendfreund Konstantin Andrejewitsch Somow nach Paris, wo sie in der privaten Académie Julian studierte. 1899 kehrte sie nach Moskau zurück und gründete eine Kunst-Schule, in der Konstantin Alexejewitsch Korowin, Wladimir Alexandrowitsch Serow und andere lehrten.
1906 eröffnete sie eine private Kunst-Werkstatt in St. Petersburg, bekannt als Bakst-Dobuschinski-Schule, in der insbesondere Bakst, Dobuschinski und Petrow-Wodkin lehrten. Bekannte Studenten waren Margarita Sabaschnikowa, Jelena Guro und Marc Chagall. Die Schule befand sich in einer großen Wohnung in dem Haus, in dem der Dichter Wjatscheslaw Iwanowitsch Iwanow seinen Jour fixe hatte. Die Schule existierte bis 1916.
Zeitweise lebten in dieser Schule Swanzewa mit ihrer Schwester, Margarita Sabaschnikowa mit ihrem Mann Maximilian Woloschin und Michail Kusmin als Wohngemeinschaft. Enge Kontakte gab es auch mit den Dichtern, die zu Iwanows Jour fixe kamen. Die Künstler porträtierten die Dichter und auch sich untereinander. Insbesondere wurde Konstantin Andrejewitsch Somow durch seine Porträts von Michail Kusmin, Wjatscheslaw Iwanow, Alexander Blok, Mstislaw Dobuschinski und Léon Bakst bekannt.
Nach der Oktoberrevolution lebte Swanzewa einige Zeit in Nischni Nowgorod, um dann wieder nach Moskau zurückzukehren. Sie hatte keine Familie. Sie arbeitete in einem Moskauer Kinderheim und kümmerte sich um obdachlose Kinder.